# Cadillac Series 60
Der Series 60 war ein von 1936 bis 1938 vom US-amerikanischen Automobilhersteller General Motors unter der Marke Cadillac angebotenes Modell. 
Nur im Jahr 1935 liefen die 16-Zylinder-Modelle des Werks ebenfalls unter der Bezeichnung Series 60; ab 1936 wurden diese als Series 90 bezeichnet. Zur besseren Unterscheidung trug die neue Series 60 inoffiziell die Bezeichnung Series 36-60 (Modelljahr 1936) bzw. 37-60 (1937) usw.

## Modellgeschichte
Im Zuge der Neuordnung des Modellprogramms zum Modelljahr 1936 gliederte sich das Cadillac Angebot in die Typen Series 60, Series 70, Series 75 (mit V8), Series 80 und 85 (mit V12-Motor) und Series 90 (mit V16-Maschine).
Der Series 60 war dabei das preiswerteste Cadillac-Modell und wurde von einem komplett neuen 5,3-Liter-V8 mit weiterhin stehenden Ventilen (125 PS) angetrieben, während der 70/75 den gleichfalls neuen 5,7-Liter-V8 der Marke besaß; zudem ruhte der 60 auf einem kürzeren Radstand (307 statt 333 bzw. 350,5 cm bei 70/75). Angeboten wurden anfangs zweitürige Coupés und Cabriolets und ein fünfsitziger Touring Sedan. Preislich lag der 60 um etwa 500 Dollar unter vergleichbaren Modellen der Serie 65.
1937 wuchs der Radstand des Series 60 auf 315 cm; neu im Programm war zudem ein viertüriges Cabriolet und der 5,7-Liter (135 PS) fand nun auch im 60 Verwendung. 
1938 erschien der Cadillac Sixty Special als Sondermodell auf Basis des 60. 
Ab 1939 ersetzte der Cadillac Series 61 den 60 im Cadillac-Programm; der 60 Special blieb in Produktion.
Vom Series 60 entstanden in drei Jahren 15.767 Stück; sämtliche Karosserien stammten von Fisher.

## Daten
| Modelljahr | Hubraum (cm³) | Leistung (PS) | Radstand (cm) | Länge (cm) | Leergewicht (kg) | Preis (US-$) | Stückzahl |
| ---------- | ------------- | ------------- | ------------- | ---------- | ---------------- | ------------ | --------- |
| 1936       | 5278          | 125           | 307,3         | 498        | 1735–1817        | 1645–1725    | 6712      |
| 1937       | 5671          | 135           | 315           | 511        | 1681–1760        | 1445–1885    | 7003      |
| 1938       | 5671          | 135           | 315           | 527        | 1742–1803        | 1695–2215    | 2052      |